# ジェイコブ・アストレー (初代リーディングのアストレー男爵)

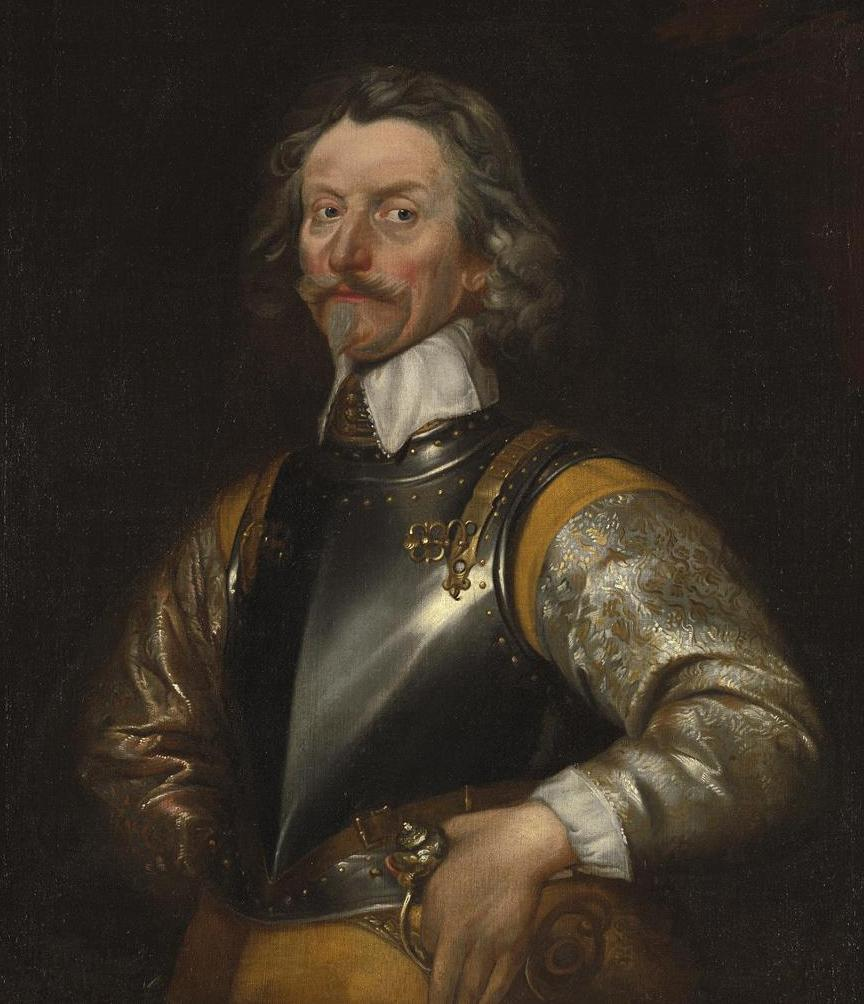
初代リーディングのアストレー男爵ジェイコブ・アストレー

初代リーディングのアストレー男爵ジェイコブ・アストレー（英：Jacob Astley, 1st Baron Astley of Reading, 1579年 - 1652年2月）は、清教徒革命（イングランド内戦）期のイングランドの貴族・軍人。王党派に属した。

## 生涯
ノーフォークので誕生。1597年にエセックス伯ロバート・デヴァルー、ウォルター・ローリーのアゾレス諸島遠征に従軍したのが最初の軍事経験で、翌1598年はオランダへ渡りオランダ総督マウリッツ・フレデリック・ヘンドリック兄弟の下で従軍、三十年戦争ではプファルツ選帝侯フリードリヒ5世やスウェーデン王グスタフ2世アドルフの下で戦った。
軍事的名声を得てイングランドへ帰国してからは、国王チャールズ1世に仕えた。1639年、歩兵少将としてスコットランドの侵略から防衛のため北へ向かい、主教戦争では国王側として戦った。一方で陸軍陰謀事件に関与していた。
1642年から第一次イングランド内戦が始まると王党派に加わり歩兵少将として従軍した。10月23日のエッジヒルの戦いでは戦闘前に神に祈りを捧げたことが伝わり、「主よ、貴方は今日私がどれほど忙しいかご存じですね。もし私があなたのことを忘れても、私のことを忘れないで下さい」と唱えた後に戦った。また、かつて家庭教師として教えていたチャールズ1世の甥ルパート（後のカンバーランド公）と戦術で対立したリンジー伯爵ロバート・バーティーから歩兵指揮官の地位を譲られる一幕もあった。
内戦中は忠実な王党派だったが、地盤のノーフォークを含むイースト・アングリアは議会派の勢力が強かった。1643年9月20日の第一次ニューベリーの戦いで歩兵隊を指揮、10月に王党派が占領したレディングの知事に任命された。翌1644年にはラルフ・ホプトンと共に3月29日のチェリトンの戦いに参戦、アストレー本人はいなかったが、息子と麾下連隊は戦闘にいたとされる。チャールズ1世から男爵に叙され、1645年6月14日のネイズビーの戦いでは中央で再び歩兵部隊を指揮、議会軍中央の指揮官フィリップ・スキッポンを負傷させたが、戦闘は王党派の敗北に終わった。
敗戦後はウスターに留まりながらウェールズで募兵に努め、オックスフォードにいるチャールズ1世の下へ向かおうとしたが、1646年3月21日に議会派のウィリアム・ブレアトンとトマス・モーガンらの攻撃を受け大敗、1000人以上の残存兵と共に降伏した（ストウ＝オン＝ザ＝ウォルドの戦い）。その際、議会派軍人に「君は君の働きをしてきたし、その働きを続けるだろう。そして、君は、君たち自身の中で倒れるのだ」と言ったという。
以後は捕虜になっていたストウ＝オン＝ザ＝ウォルドから仮釈放されたが、第二次イングランド内戦の参戦を禁じられ、敗者として屈辱に耐える日々を送り、投獄された時もあったが、メードストンへ引退、1652年に亡くなった。